# Karjiang
Karjiang – siedmiotysięcznik w paśmie Himalajów. Leży we wschodnich Chinach, blisko granicy z Bhutanem. Jest to 100 szczyt Ziemi.
Do sierpnia 2024 roku należał do jednych z najwyższych niezdobytych szczytów świata. Masyw składa się z kilku szczytów: południowego (7221 m n.p.m.), centralnego – Karjiang II (7018 m n.p.m.), północno-zachodniego – Karjiang III lub Taptol Kangri (6824 m n.p.m.) oraz Kangmi Kangri w północno-wschodniej grani (6412 m n.p.m.).
W 1980 roku wyprawa japońska próbowała zdobyć najwyższy wierzchołek, jednak dotarła jedynie do Karjiang II. W 2001 roku wyprawa holenderska zdobyła jako pierwsza szczyty Karjiang III i Kangmi Kangri, jednak zaniechała próby zdobycia głównego szczytu z powodu dużego zagrożenia lawinowego.
13 sierpnia 2024 roku o 14:55 chińscy wspinacze Liu Yang i Song Yuancheng dokonali pierwszego wejścia na szczyt Karjiang (I). Przebytą drogę nazwali Buzzer Beater, o skali trudności: AI3 70° M4+, długość 1300 m.